# Turneul mondial de calificare FIBA 2016 - feminin
Turneul mondial de calificare FIBA 2016 - feminin a fost un turneul de baschet feminin la care au participat 12 echipe, primele 5 clasate în urma acestui turneu fiind invitate să participe la Jocurile Olimpice din 2016. Turneul s-a desfășurat în perioada 13-19 iunie 2016. Franța a găzduit 
Belarus, China, Franța, Spania și Turcia s-au calificat pentru Jocurile Olimpice.

## Format
Cele 12 echipe au fost împărțite în patru grupe (Grupa A - D) pentru runda preliminară. Primele două clasate s-au calificat în runda eliminatorie. Toate cele patru câștigătoare din sferturi s-au calificat la Olimpiadă, cele patru învinse au jucat două runde pentru a se stabili cea de a cincea calificată. 

## Alegerea gazdei
La 26 septembrie 2015, FIBA a anunțat că Franța și Spania au fost candidate pentru a găzdui turneul de calificare. Termenul de depunere a candidaturii finale a fost stabilit pentru 11 noiembrie, în urma căreia urma să aibă loc o evaluare a tuturor ofertelor. Franța a fost anunțată ca gazdă la 19 ianuarie 2016.

## Calificare
| Competiție                               | Locuri   | Calificate                           |
| ---------------------------------------- | -------- | ------------------------------------ |
| EuroBaschet Feminin 2015                 | 4 echipe | Franța (gazdă) Spania Belarus Turcia |
| Campionatul Americilor Feminin FIBA 2015 | 3 echipe | Cuba Argentina Venezuela             |
| AfroBasket Feminin 2015                  | 2 echipe | Camerun Nigeria                      |
| Campionatul Asiei Feminin FIBA 2015      | 2 echipe | China Coreea de Sud                  |
| Campionatul Oceaniei Feminin FIBA 2015   | 1 echipă | Noua Zeelandă                        |

## Tragerea la sorți
Tragerea la sorți a avut loc la 26 ianuarie 2016, la sediul FIBA în Mies, Elveția.
| Urna 1                       | Urna 2                             | Urna 3                                  |
| ---------------------------- | ---------------------------------- | --------------------------------------- |
| Franța Spania Belarus Turcia | Cuba Argentina China Coreea de Sud | Noua Zeelandă Camerun Nigeria Venezuela |

## Arbitri
Următorii arbitri au fost aleși pentru a oficia la turneu. 
- Gentian Cici
- Andreia Silva
- Maripier Malo
- Nicolas Maestre
- Yohan Rosso
- Snehal Bendke
- Amit Balak
- Sarty Nghixulifwa
- Julio Anaya
- Tomasz Trawicki
- Hatim Al-Harbi
- Jasmina Juras
- Amy Bonner
- Joyce Muchenu

## Runda preliminară

### Grupa A
| Loc | Echipa        | MJ | V | Î | PM  | PP  | PD  | Pct | Calificare         |
| --- | ------------- | -- | - | - | --- | --- | --- | --- | ------------------ |
| 1   | Franța (H)    | 2  | 2 | 0 | 153 | 119 | +34 | 4   | Sferturi de finală |
| 2   | Cuba          | 2  | 1 | 1 | 131 | 145 | −14 | 3   | Sferturi de finală |
| 3   | Noua Zeelandă | 2  | 0 | 2 | 114 | 134 | −20 | 2   |                    |

| 13 iunie 2016 20:30 |

| Boxscore |

| Cuba                                                 | 67–83 | Franța                                      |
| Scorul pe sferturi: 15–20, 14–30, 18–19, 20–14       |       |                                             |
| Pt: Noblet 17 Rec: Noblet 11 Pase: Casanova, Gelis 5 |       | Pt: Miyem 19 Rec: Yacoubou 7 Pase: Michel 8 |

| 14 iunie 2016 20:30 |

| Boxscore |

| Franța                                          | 70–52 | Noua Zeelandă                                            |
| Scorul pe sferturi: 16–17, 11–12, 25–17, 18–6   |       |                                                          |
| Pt: Yacoubou 19 Rec: Yacoubou 11 Pase: Dumerc 8 |       | Pt: Edmondson 10 Rec: Edmondson, Purcell 6 Pase: Cocks 3 |

| 15 iunie 2016 15:00 |

| Boxscore |

| Noua Zeelandă                                         | 62–64 | Cuba                                      |
| Scorul pe sferturi: 10–14, 14–18, 15–16, 23–16        |       |                                           |
| Pt: Harmon 25 Rec: Harmon 14 Pase: Cocks, Edmondson 6 |       | Pt: Gelis 16 Rec: Noblet 10 Pase: Gelis 3 |

### Grupa B
| Loc | Echipa    | MJ | V | Î | PM  | PP  | PD  | Pct | Calificare         |
| --- | --------- | -- | - | - | --- | --- | --- | --- | ------------------ |
| 1   | Turcia    | 2  | 2 | 0 | 138 | 84  | +54 | 4   | Sferturi de finală |
| 2   | Argentina | 2  | 1 | 1 | 113 | 130 | −17 | 3   | Sferturi de finală |
| 3   | Camerun   | 2  | 0 | 2 | 110 | 147 | −37 | 2   |                    |

| 13 iunie 2016 15:00 |

| Boxscore |

| Camerun                                         | 64–75 | Argentina                                        |
| Scorul pe sferturi: 13–21, 10–22, 19–17, 22–15  |       |                                                  |
| Pt: Lonlack 25 Rec: Dongmo 7 Pase: T. Weledji 5 |       | Pt: Gretter, Vega 15 Rec: Vega 9 Pase: Gretter 6 |

| 14 iunie 2016 18:00 |

| Boxscore |

| Argentina                                    | 38–66 | Turcia                                           |
| Scorul pe sferturi: 4–18, 13–15, 4–20, 17–13 |       |                                                  |
| Pt: Vega 8 Rec: Vega 9 Pase: González 3      |       | Pt: Sanders 18 Rec: Sanders 15 Pase: Vardarlı 10 |

| 15 iunie 2016 20:30 |

| Boxscore |

| Turcia                                       | 72–46 | Camerun                                                        |
| Scorul pe sferturi: 20–8, 21–7, 17–17, 14–14 |       |                                                                |
| Pt: Sanders 12 Rec: Sanders 9 Pase: Alben 6  |       | Pt: Ngo Ndjock 14 Rec: Starling 7 Pase: Ngo Ndjock, Starling 2 |

### Grupa C
| Loc | Echipa        | MJ | V | Î | PM  | PP  | PD  | Pct | Calificare    |
| --- | ------------- | -- | - | - | --- | --- | --- | --- | ------------- |
| 1   | Belarus       | 2  | 1 | 1 | 136 | 126 | +10 | 3   | Quarterfinals |
| 2   | Coreea de Sud | 2  | 1 | 1 | 135 | 135 | 0   | 3   | Quarterfinals |
| 3   | Nigeria       | 2  | 1 | 1 | 130 | 140 | −10 | 3   |               |

| 13 iunie 2016 18:00 |

| Boxscore |

| Belarus                                                            | 71–60 | Nigeria                                |
| Scorul pe sferturi: 14–14, 24–18, 20–13, 13–15                     |       |                                        |
| Pt: Leuchanka 15 Rec: Leuchanka 13 Pase: Leuchanka, Likhtarovich 5 |       | Pt: Elonu 19 Rec: Ugoka 9 Pase: Kalu 4 |

| 14 iunie 2016 12:30 |

| Boxscore |

| Nigeria                                        | 70–69 | Coreea de Sud                                 |
| Scorul pe sferturi: 13–20, 15–13, 19–18, 23–18 |       |                                               |
| Pt: Ekworomadu 14 Rec: Sanni 10 Pase: Elonu 4  |       | Pt: Kang A. 22 Rec: Park J. 16 Pase: Lee S. 8 |

| 15 iunie 2016 12:30 |

| Boxscore |

| Coreea de Sud                                  | 66–65 | Belarus                                             |
| Scorul pe sferturi: 24–22, 20–19, 12–14, 10–10 |       |                                                     |
| Pt: Kang A. 18 Rec: Park J. 14 Pase: Lee S. 4  |       | Pt: Verameyenka 15 Rec: Leuchanka 9 Pase: Harding 7 |

### Grupa D
| Loc | Echipa    | MJ | V | Î | PM  | PP  | PD  | Pct | Calificare    |
| --- | --------- | -- | - | - | --- | --- | --- | --- | ------------- |
| 1   | Spania    | 2  | 2 | 0 | 160 | 98  | +62 | 4   | Quarterfinals |
| 2   | China     | 2  | 1 | 1 | 120 | 136 | −16 | 3   | Quarterfinals |
| 3   | Venezuela | 2  | 0 | 2 | 114 | 160 | −46 | 2   |               |

| 13 iunie 2016 12:30 |

| Boxscore |

| Venezuela                                     | 59–77 | China                                      |
| Scorul pe sferturi: 16–20, 8–22, 13–21, 22–11 |       |                                            |
| Pt: Pérez 23 Rec: Silva 9 Pase: Pérez 6       |       | Pt: Sun Mengx. 21 Rec: Zhao 9 Pase: Zhao 8 |

| 14 iunie 2016 15:00 |

| Boxscore |

| China                                        | 43–77 | Spania                                      |
| Scorul pe sferturi: 8–15, 13–20, 14–19, 8–23 |       |                                             |
| Pt: Shao 9 Rec: Sun Mengx. 6 Pase: Lu 3      |       | Pt: Torrens 22 Rec: Lyttle 13 Pase: Palau 8 |

| 15 iunie 2016 18:00 |

| Boxscore |

| Spania                                                | 83–55 | Venezuela                                        |
| Scorul pe sferturi: 17–7, 24–15, 22–12, 20–21         |       |                                                  |
| Pt: Rodríguez 24 Rec: Pascua 9 Pase: trei jucătoare 4 |       | Pt: Silva 16 Rec: Pérez 7 Pase: Márquez, Pérez 5 |

## Runda eliminatorie
Cele patru câștigătoare din sferturi și locul cinci s-au calificat pentru Jocurile Olimpice 2016.
|  | Sferturi de finală | Sferturi de finală |           |    | Semifinale (învinsele din sferturi) | Semifinale (învinsele din sferturi) |  |  | Meciul pentru locul 5 | Meciul pentru locul 5 |
|  |                    |                    |           |    |                                     |                                     |  |  |                       |                       |
|  |                    |                    |           |    |                                     |                                     |  |  |                       |                       |
|  |                    |                    |           |    |                                     |                                     |  |  |                       |                       |
|  | Franța             | 90                 |           |    |                                     |                                     |  |  |                       |                       |
|  | Franța             | 90                 |           |    |                                     |                                     |  |  |                       |                       |
|  | Argentina          | 53                 |           |    |                                     |                                     |  |  |                       |                       |
|  | Argentina          | 53                 | Argentina | 44 |                                     |                                     |  |  |                       |                       |
|  |                    |                    | Argentina | 44 |                                     |                                     |  |  |                       |                       |
|  |                    | Belarus            | 84        |    |                                     |                                     |  |  |                       |                       |
|  | Belarus            | Belarus            | 84        | 70 |                                     |                                     |  |  |                       |                       |
|  | Belarus            |                    |           | 70 |                                     |                                     |  |  |                       |                       |
|  | China              | 84                 |           |    |                                     |                                     |  |  |                       |                       |
|  | China              | 84                 | Belarus   | 56 |                                     |                                     |  |  |                       |                       |
|  |                    |                    | Belarus   | 56 |                                     |                                     |  |  |                       |                       |
|  |                    | Coreea de Sud      | 39        |    |                                     |                                     |  |  |                       |                       |
|  | Turcia             | Coreea de Sud      | 39        | 71 |                                     |                                     |  |  |                       |                       |
|  | Turcia             |                    |           | 71 |                                     |                                     |  |  |                       |                       |
|  | Cuba               | 45                 |           |    |                                     |                                     |  |  |                       |                       |
|  | Cuba               | 45                 | Cuba      | 62 |                                     |                                     |  |  |                       |                       |
|  |                    |                    | Cuba      | 62 |                                     |                                     |  |  |                       |                       |
|  |                    | Coreea de Sud      | 81        |    |                                     |                                     |  |  |                       |                       |
|  | Spania             | Coreea de Sud      | 81        | 70 |                                     |                                     |  |  |                       |                       |
|  | Spania             |                    |           | 70 |                                     |                                     |  |  |                       |                       |
|  | Coreea de Sud      | 50                 |           |    |                                     |                                     |  |  |                       |                       |
|  | Coreea de Sud      | 50                 |           |    |                                     |                                     |  |  |                       |                       |

### Sferturi de finală
| 17 iunie 2016 12:30 |

| Boxscore |

| Spania                                         | 70–50 | Coreea de Sud                                 |
| Scorul pe sferturi: 19–11, 17–14, 15–12, 19–13 |       |                                               |
| Pt: Lyttle 20 Rec: Lyttle 13 Pase: Torrens 4   |       | Pt: Park J. 10 Rec: Park H. 4 Pase: Park H. 5 |

| 17 iunie 2016 15:00 |

| Boxscore |

| Turcia                                         | 71–45 | Cuba                                        |
| Scorul pe sferturi: 16–12, 26–12, 14–16, 15–5  |       |                                             |
| Pt: Sanders 18 Rec: Yılmaz 10 Pase: Vardarlı 6 |       | Pt: Casanova 15 Rec: Cepeda 8 Pase: Gelis 2 |

| 17 iunie 2016 18:00 |

| Boxscore |

| Belarus                                         | 70–84 | China                                             |
| Scorul pe sferturi: 16–14, 12–18, 14–29, 28–23  |       |                                                   |
| Pt: Harding 22 Rec: Leuchanka 9 Pase: Harding 6 |       | Pt: Shao 18 Rec: Chen N. 7 Pase: trei jucătoare 5 |

| 17 iunie 2016 20:30 |

| Boxscore |

| Franța                                         | 90–53 | Argentina                                          |
| Scorul pe sferturi: 18–15, 28–11, 19–11, 25–16 |       |                                                    |
| Pt: Miyem 21 Rec: Ciak 9 Pase: Dumerc 10       |       | Pt: Rosset 12 Rec: Cabrera, Vega 4 Pase: Gretter 5 |

### Semifinale
| 18 iunie 2016 18:00 |

| Boxscore |

| Cuba                                                  | 62–81 | Coreea de Sud                                 |
| Scorul pe sferturi: 20–21, 15–25, 16-15, 11–20        |       |                                               |
| Pt: Oquendo 19 Rec: Noblet 8 Pase: Casanova, Romero 3 |       | Pt: Kang A. 22 Rec: Park J. 10 Pase: Lee S. 8 |

| 18 iunie 2016 20:30 |

| Boxscore |

| Argentina                                          | 44–84 | Belarus                                              |
| Scorul pe sferturi: 3–20, 13–26, 12–21, 16–17      |       |                                                      |
| Pt: Burani 11 Rec: Burani 9 Pase: șase jucătoare 1 |       | Pt: Likhtarovich 19 Rec: Leuchanka 12 Pase: Troina 7 |

### Meciul pentru locul 5
| 19 iunie 2016 15:00 |

| Boxscore |

| Belarus                                                       | 56–39 | Coreea de Sud                                |
| Scorul pe sferturi: 12–8, 15–8, 12–12, 17–11                  |       |                                              |
| Pt: Harding 17 Rec: Verameyenka 15 Pase: Harding, Leuchanka 3 |       | Pt: Kim 11 Rec: Park J. 12 Pase: Lim, Yang 2 |

## Clasament final
| #  | Echipa        | V–Î | Calificare     |
| -- | ------------- | --- | -------------- |
| 1  | Spania        | 3–0 | Olimpiada 2016 |
| 1  | Turcia        | 3–0 | Olimpiada 2016 |
| 1  | Franța        | 3–0 | Olimpiada 2016 |
| 1  | China         | 2–1 | Olimpiada 2016 |
| 5  | Belarus       | 3–2 | Olimpiada 2016 |
| 6  | Coreea de Sud | 2–3 |                |
| 7  | Cuba          | 1–3 |                |
| 8  | Argentina     | 1–3 |                |
| 9  | Nigeria       | 1–1 |                |
| 10 | Noua Zeelandă | 0–2 |                |
| 11 | Camerun       | 0–2 |                |
| 12 | Venezuela     | 0–2 |                |

## Statistici

### Jucătoare
| Poz. | Nume          | PPG  |
| ---- | ------------- | ---- |
| 1    | Endéné Miyem  | 16.7 |
| 2    | Lara Sanders  | 16.0 |
| 3    | Sancho Lyttle | 15.7 |
| 4    | Alba Torrens  | 15.3 |
| 5    | Kang Ajeong   | 14.0 |

| Poz. | Nume              | RPG  |
| ---- | ----------------- | ---- |
| 1    | Yelena Leuchanka  | 10.8 |
| 1    | Park Jisu         | 10.8 |
| 3    | Sancho Lyttle     | 10.3 |
| 4    | Lara Sanders      | 10.0 |
| 5    | Isabelle Yacoubou | 8.7  |

| Poz. | Nume            | APG |
| ---- | --------------- | --- |
| 1    | Céline Dumerc   | 7.7 |
| 2    | Birsel Vardarlı | 7.0 |
| 3    | Isil Alben      | 4.7 |
| 3    | Sarah Michel    | 4.7 |
| 5    | Zhao Zhifang    | 4.3 |

| Poz. | Nume            | SPG |
| ---- | --------------- | --- |
| 1    | Sancho Lyttle   | 3.7 |
| 2    | Birsel Vardarlı | 2.7 |
| 3    | Isil Alben      | 2.3 |
| 4    | Arlenys Romero  | 2.0 |
| 5    | Kang Ajeong     | 1.8 |

| Poz. | Nume                   | BPG |
| ---- | ---------------------- | --- |
| 1    | Anastasiya Verameyenka | 2.8 |
| 2    | Lara Sanders           | 2.0 |
| 3    | Park Jisu              | 1.6 |
| 4    | Huang Hongpin          | 1.0 |
| 4    | Isabelle Yacoubou      | 1.0 |

| Stat                        | Nume               | Medie  |
| --------------------------- | ------------------ | ------ |
| Acuratețea aruncărilor      | Endéné Miyem       | 59.4%  |
| Procentaj aruncări 3 puncte | Șebnem Kimyacıoğlu | 56.3%  |
| Procentaj aruncări libere   | Lara Sanders       | 100.0% |
| Mingi pierdute              | Yelena Leuchanka   | 4.2    |
| Faulturi                    | Maryia Papova      | 3.6    |

### Echipe
| Poz. | Nume    | PPG  |
| ---- | ------- | ---- |
| 1    | Franța  | 81.0 |
| 2    | Spania  | 76.7 |
| 3    | Turcia  | 69.7 |
| 4    | Belarus | 69.2 |
| 5    | China   | 68.0 |

| Poz. | Nume    | RPG  |
| ---- | ------- | ---- |
| 1    | Franța  | 52.7 |
| 2    | Spania  | 44.0 |
| 2    | Turcia  | 44.0 |
| 4    | China   | 42.3 |
| 5    | Belarus | 40.8 |

| Poz. | Nume    | APG  |
| ---- | ------- | ---- |
| 1    | Franța  | 25.0 |
| 2    | Turcia  | 21.3 |
| 3    | Spania  | 20.7 |
| 4    | China   | 20.3 |
| 5    | Belarus | 18.2 |

| Poz. | Nume          | SPG  |
| ---- | ------------- | ---- |
| 1    | Turcia        | 10.0 |
| 2    | Spania        | 8.7  |
| 3    | China         | 7.7  |
| 4    | Belarus       | 7.6  |
| 5    | Coreea de Sud | 7.2  |

| Poz. | Nume          | BPG |
| ---- | ------------- | --- |
| 1    | Franța        | 4.0 |
| 2    | Belarus       | 3.6 |
| 3    | China         | 3.0 |
| 4    | Turcia        | 2.7 |
| 5    | Coreea de Sud | 2.4 |